# Liste der österreichischen Abgeordneten zum EU-Parlament (2014–2019)
Die Liste der österreichischen Abgeordneten zum EU-Parlament (2014–2019) listet alle österreichischen Mitglieder des 8. Europäischen Parlamentes nach der Europawahl in Österreich 2014.

## Mandatsstärke der Parteien
- S&D: 5
- G/EFA: 3
- ALDE: 1
- EVP: 5
- NI: 4

- S&D: 5
- G/EFA: 3
- ALDE: 1
- EVP: 5
- ENF: 4

| Nationale Partei                               | Mandate | ±        | Fraktion |
| ---------------------------------------------- | ------- | -------- | --- |
| Österreichische Volkspartei (ÖVP)              | 5       | 1        | Fraktion der Europäischen Volkspartei (EVP)                                                                      |
| Sozialdemokratische Partei Österreichs (SPÖ)   | 5       | Decrease | Fraktion der Progressiven Allianz der Sozialdemokraten im Europäischen Parlament (S&D)                           |
| Freiheitliche Partei Österreichs (FPÖ)         | 4       | 2        | Fraktionslose Abgeordnete (NI) (bis 14. Juni 2015) Europa der Nationen und der Freiheit (ENF) (ab 15. Juni 2015) |
| Die Grünen – Die Grüne Alternative             | 3       | 1        | Die Grünen/Europäische Freie Allianz (G/EFA)                                                                     |
| NEOS – Das Neue Österreich und Liberales Forum | 1       | 1        | Fraktion der Allianz der Liberalen und Demokraten für Europa (ALDE)                                              |
| Gesamt                                         | 18      |          | |

## Abgeordnete
| Name                      | Bild                                                 | Partei | Fraktion | Anmerkungen                                                             |
| ------------------------- | ---------------------------------------------------- | ------ | -------- | ----------------------------------------------------------------------- |
| Heinz Becker              | Bild von Heinz Becker aus dem Jahr 2012              | ÖVP    | EVP      |                                                                         |
| Eugen Freund              | Bild von Eugen Freund aus dem Jahr 2014              | SPÖ    | S&D      |                                                                         |
| Karoline Graswander-Hainz | Bild von Karoline Graswander-Hainz aus dem Jahr 2015 | SPÖ    | S&D      | Nachgerückt am 9. Juli 2015 für Jörg Leichtfried                        |
| Karin Kadenbach           | Bild von Karin Kadenbach                             | SPÖ    | S&D      |                                                                         |
| Barbara Kappel            | Bild von Barbara Kappel                              | FPÖ    | NI ENF   | Fraktionsbeitritt am 15. Juni 2015                                      |
| Othmar Karas              | Bild von Othmar Karas                                | ÖVP    | EVP      |                                                                         |
| Elisabeth Köstinger       | Bild von Elisabeth Köstinger                         | ÖVP    | EVP      | Ausgeschieden am 8. November 2017, Nachrücker: Lukas Mandl              |
| Jörg Leichtfried          | Bild von Jörg Leichtfried aus dem Jahr 2016          | SPÖ    | S&D      | Ausgeschieden am 24. Juni 2015, Nachrückerin: Karoline Graswander-Hainz |
| Ulrike Lunacek            | Bild von Ulrike Lunacek                              | GRÜNE  | G/EFA    | Ausgeschieden am 8. November 2017, Nachrücker: Thomas Waitz             |
| Lukas Mandl               | Bild von Lukas Mandl                                 | ÖVP    | EVP      | Nachgerückt am 30. November 2017 für Elisabeth Köstinger                |
| Georg Mayer               | Bild von Georg Mayer aus dem Jahr 2013               | FPÖ    | NI ENF   | Fraktionsbeitritt am 15. Juni 2015                                      |
| Angelika Mlinar           | Bild von Angelika Mlinar aus dem Jahr 2014           | NEOS   | ALDE     |                                                                         |
| Franz Obermayr            | Bild von Franz Obermayr                              | FPÖ    | NI ENF   | Fraktionsbeitritt am 15. Juni 2015                                      |
| Evelyn Regner             | Bild von Evelyn Regner                               | SPÖ    | S&D      |                                                                         |
| Michel Reimon             | Bild von Michel Reimon                               | GRÜNE  | G/EFA    |                                                                         |
| Paul Rübig                | Bild von Paul Rübig                                  | ÖVP    | EVP      |                                                                         |
| Claudia Schmidt           |                                                      | ÖVP    | EVP      |                                                                         |
| Monika Vana               | Bild von Monika Vana                                 | GRÜNE  | G/EFA    |                                                                         |
| Harald Vilimsky           | Bild von Harald Vilimsky                             | FPÖ    | NI ENF   | Fraktionsbeitritt am 15. Juni 2015                                      |
| Thomas Waitz              |                                                      | GRÜNE  | G/EFA    | Nachgerückt am 10. November 2017 für Ulrike Lunacek                     |
| Josef Weidenholzer        | Bild von Josef Weidenholzer                          | SPÖ    | S&D      |                                                                         |